# Chromledersohle
Die Chromledersohle ist eine spezielle Sohle bei Tanzschuhen.
Für die verschiedenen Tanzarten gibt es unterschiedliche Tanzschuhtypen. Die Tanzschuhe für Latein- und Standard-Tänze, Salsa und Ballett haben eine Chromledersohle. Dance-Sneaker haben meistens eine Polyurethansohle, einige Modelle gibt es aber auch mit einer Chromledersohle. Aufgrund der rauen Oberflächenstruktur bietet die Chromledersohle die richtigen Eigenschaften, um sich auf dem Parkett zu bewegen, drehen und zu gleiten.
Im Laufe der Zeit nimmt die Sohle immer mehr Staub, Wachs und Schmutz auf, wodurch die Oberfläche der Sohle rutschiger wird. Mit einer speziellen Bürste kann die Sohle dann wieder aufgeraut werden.

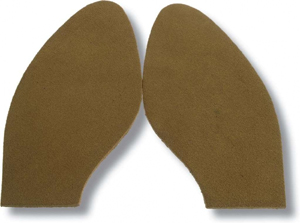
Chromledersohle

## Herstellung
Zur Gerbung wird fast immer 33%iges basisches Chromsulfat mit einem Chrom(III)-oxid-Gehalt von etwa 26 % verwendet. Nach dem Gerben erhält man ein Leder mit einer grobporigen offenen Oberflächenstruktur, das als Wet Blue bezeichnet wird. Das gegerbte Leder wird nun getrocknet und anschließend gefärbt.
Die Chromledersohlen gibt es in verschiedenen Farben.

## Pflege
Tanzschuhe mit Chromledersohle trägt man ausschließlich auf der Tanzfläche oder Parkett und sind nicht für den allgemeinen Straßengebrauch geeignet. Chromledersohlen neigen durch den Gebrauch dazu, sich mit Dreck zuzusetzen. Dadurch wird die Sohle glatt und man kann sich auf der Tanzfläche sehr gut drehen. Sollte die Sohle jedoch zu glatt werden, kann man diese durch eine Aufraubürste wieder aufrauen.